# Gustav Bergmann (Ökonom)
Gustav Bergmann (* 24. Dezember 1957 in Lage, Nordrhein-Westfalen) ist ein deutscher Innovations- und Kompetenzforscher. Er lehrt und forscht als Professor im Feld Plurale Ökonomik an der Universität Siegen. Wichtige Forschungsschwerpunkte von Gustav Bergmann sind Mitweltökonomie, Transformationsforschung, Organisationsentwicklung und (Wirtschafts-)Ethik.

## Leben
Gustav Bergmann lebt in Köln. Er studierte Betriebswirtschaftslehre und Politikwissenschaft an der Universität Münster und promovierte dort zum Strategischen Management in Kooperationssystemen. Seit 1996 lehrt und forscht er als Professor an der Fakultät III für Wirtschaftswissenschaften der Universität Siegen Betriebswirtschaftslehre, insbesondere Innovations- und Kompetenzmanagement. Er entwickelte das systemische Prozessmodell „Solution Cycle“, mit dem er und sein Team in der so genannten Aktionsforschung arbeiten.

## Mitweltökonomie
Es gibt faktisch keine Umwelt, da wir Menschen ein Teil der Natur sind und die Natur uns permanent (in Form von Viren, Bakterien, Luft, Wasser etc.) durchdringt. Auch existieren wir nur mit anderen Menschen und Mitgeschöpfen, sind auf alle diese Aktanten angewiesen. Mitweltorientierung ist eine Form der gemeinsamen Entwicklung von guten Mitwelt-Beziehungen. Eine Mitweltgesellschaft versteht sich als gestaltetes Miteinander aller Elemente. Mitweltökonomie ist eine systemisch-relationale Ökonomik, in der ein „menschliches Maß“ gegeben ist und die eine rein dienende Funktion hat. Der Mensch hat hier die Möglichkeit, gestalterisch auf seine Mitwelt einzuwirken und sie dabei schonend zu behandeln, weil er von ihr unmittelbar abhängt. Mitweltökonomie überwindet den Gegensatz zur Welt, die Entfremdung, Abspaltung und Ausbeutung. Es wird hierbei eine solidarische, lebensdienliche und befähigende Ökonomie angestrebt.

### Mitwelt: Alles ist Beziehung
Der von Gustav Bergmann federführend in den Diskurs eingebrachte Begriff Mitwelt soll die gesamten Beziehungen der Menschen zur ökologischen und sozialen Welt bezeichnen und die ökologische wie soziale Verbundenheit verdeutlichen. Es geht ihm um die Frage, welche Beziehungen wir Menschen zu der nicht-menschlichen Natur unterhalten und entwickeln, welche zu anderen (und ganz anderen) Menschen, welche zu den Dingen und zu uns selbst. Bergmann zeigt auf: In all diesen Relationen kann teilweise eine Entfremdung, eine Konfrontation, eine Haltung der Beherrschung, Ausbeutung und Verfügung beobachtet werden, die sich in einem Wirken gegen uns selbst offenbart. Es spannt sich ein Feld von funktionalen und hierarchischen sowie eher relational offenen Beziehungen auf. 
Die Mitweltökonomie ist auf deliberative und demokratische Entwicklungen ausgerichtet und überwindet die rein individualistische Sichtweise. Alles Sein ist ein „Sozialprodukt“, eine Folge gemeinsamer, interaktiver Mit-Gestaltung. Menschliche Arbeit ist hierbei keine Ware sowie Boden hierbei keine auszubeutende Ressource, sondern kultivierbare Erde, deren Qualität mit und durch die Nutzung an Wert gewinnt, statt zerstört zu werden. Ähnlich gilt dies für menschliche Beziehungen, die nicht funktionalistisch, hierarchisch, sondern auf allseitige Entwicklung und auf Befähigung zur Entfaltung eines gehaltvollen Lebens ausgerichtet sind.

## Muße
Auf dem Weg zur Mitweltgesellschaft ist die Muße für Gustav Bergmann ein zentraler Baustein. Muße steht dabei, so Bergmann, für eine Eigenzeit, die Menschen frei gestalten können. Die lateinischen oder altgriechischen Begriffe für Muße sind Schola und scholé, aus denen unsere Bezeichnung für die Schule hervorgegangen ist. Dort sollen die Kinder in Ruhe freie Zeit zum Lernen haben, eben ohne arbeiten zu müssen. Im Mittelhochdeutschen weist das Wort muoze noch auf etwas weiteres hin: die Möglichkeit sowie das Können und Dürfen.
Der wesentliche Unterschied zwischen einer schonenden und lebensbejahenden sowie einer die Mitwelt zerstörenden und achtlosen Ökonomie und Lebensweise zeigt sich, so Bergmann, in den polaren Begriffen Schola und Industria, Muße und Betriebsamkeit. Die Sphären der Muße braucht jeder Mensch, um seine Aufgabe zu finden, sich bilden zu können, den Sinn im absurden Leben zu entdecken. Lern-, Bildungs- und Veränderungsprozesse brauchen ihre Zeit. Muße hat nicht die Bedeutung von Nichtstun. Vielmehr ist Muße wohl eher ein zweckfreies, selbst- bestimmtes Tun und eine leidenschaftliche Betätigung. Müßiggang kann mit großer Aktivität gepaart sein. Der Mensch beschäftigt sich aus innerer Motivation mit seinen Neigungen, seinen Wünschen und Träumen, verliert im Flow die Zeit, fühlt sich eins mit seiner Mitwelt.

### Über die Ambivalenz der Arbeit
Von jeher ist die Reflexion der Arbeit mit dem Begriff der Muße verknüpft, mit der Freiheit, das zu tun, zu erforschen, zu lernen, was Freude macht. Damit werden Entfaltungsstrukturen geschaffen, die auch der Wirtschaft guttun würden. Zwänge aufgrund von Arbeitsverhältnissen beschneiden hingegen den Entfaltungsraum. Dies ist der eigentliche Skandal, so Bergmann, weil ein Riesenpotenzial für die Gesellschaft verloren geht und die entsprechende Förderung fehlt. Die Konsequenz daraus ist, den Menschen Muße zu ermöglichen, eben durch soziale Sicherheit und eine breite Fundamentalökonomie. Es gibt keinen philosophischen Grund, ein Aus- und Einkommen nur an die Arbeit zu knüpfen. Jeder Mensch sollte ein Anrecht auf eine Basis zur Entfaltung seines Lebens haben.

## Schriften
- Radikale Zuversicht – Wege in eine Muße- und Mitweltgesellschaft, München 2022. ISBN 978-3-96238-398-5
- Wie wa(h)r es? Wie soll es gewesen sein – Über Erinnerung und Entwicklung. In Hoch, G., Schröteler-von Brandt, H., Schwarz, A. & Stein, V. (Hg.). DIAGONAL: Heft 43 Erinnerung. Göttingen 2022 (I.D.)
- Schöne neue Arbeitswelt durch Digitalisierung? Ein Versuch zu Agilität, Digitalität und Muße. In Bontrup H.-J. & Daub J. (Hg.), Digitalisierung und Technik – Fortschritt oder Fluch? Perspektiven der Produktivkraftentwicklung im modernen Kapitalismus (1. Aufl.), Köln 2020.
- Eine Reise nach Gustonien. Eutopische Visionen einer mitweltgerechten Transformation In Hoch, G., Schröteler-von Brandt, H., Schwarz, A. & Stein, V. (Hg.). DIAGONAL: Visionen. VetR unipress 2019.
- Mitwelt – Ein Versuch über ein Leben im Einklang und die große Transformation der Gesellschaft – demokratische Mitweltökonomie, Working Paper, Köln 2020. Als Vortrag: https://www.youtube.com/watch?v=-5R04DekA0c
- mit Heinz-J. Bontrup und Jürgen Daub: Über die Bedeutung einer Pluralen Ökonomik. Der Blick auf einen neuen Studiengang an der Universität Siegen. In: Forum Wissenschaft, 3/2019.
- Fähler. Ein Versuch über Fehler, Irrwege, Makel und Scheitern – und was mensch daraus lernen kann. In: Hoch, Gero/Schröteler-von Brandt, Hildegard/Schwarz, Angela/Stein, Volker (Hrsg.), Zum Thema: Fehler. DIAGONAL Heft 40. Göttingen 2019.
- Demokratie braucht Weile und Zuversicht. In: Agora –  Das philosophische Wirtschaftsmagazin 4/2019.
- Die (Un-)Möglichkeit der Mitweltgestaltung und Entwicklung. Versuch über die relationale Entwicklung und Befähigung: in: Hochmann, Lars/Graupe, Silja/Korbun, Thomas/Panther, Stephan/Schneidewind, Uwe (Hrsg.), Möglichkeitswissenschaften: Ökonomie mit Möglichkeitssinn. S. 419–442. Marburg 2019. Zusammen mit Jürgen Daub und Feriha Özdemir (Hrsg.): Wirtschaft demokratisch. Teilhabe – Mitwirkung. Göttingen 2019. ISBN 978-3-8471-0927-3
- Zusammen mit Jürgen Daub: Das menschliche Maß: Entwurf einer Mitweltökonomie. München 2012. ISBN 978-3-86581-305-3
- Zusammen mit Jürgen Daub: Systemisches Innovations- und Kompetenzmanagement. Wiesbaden 2008.
- Die Kunst des Gelingens. Sternenfels 2001.